# Will Alsop

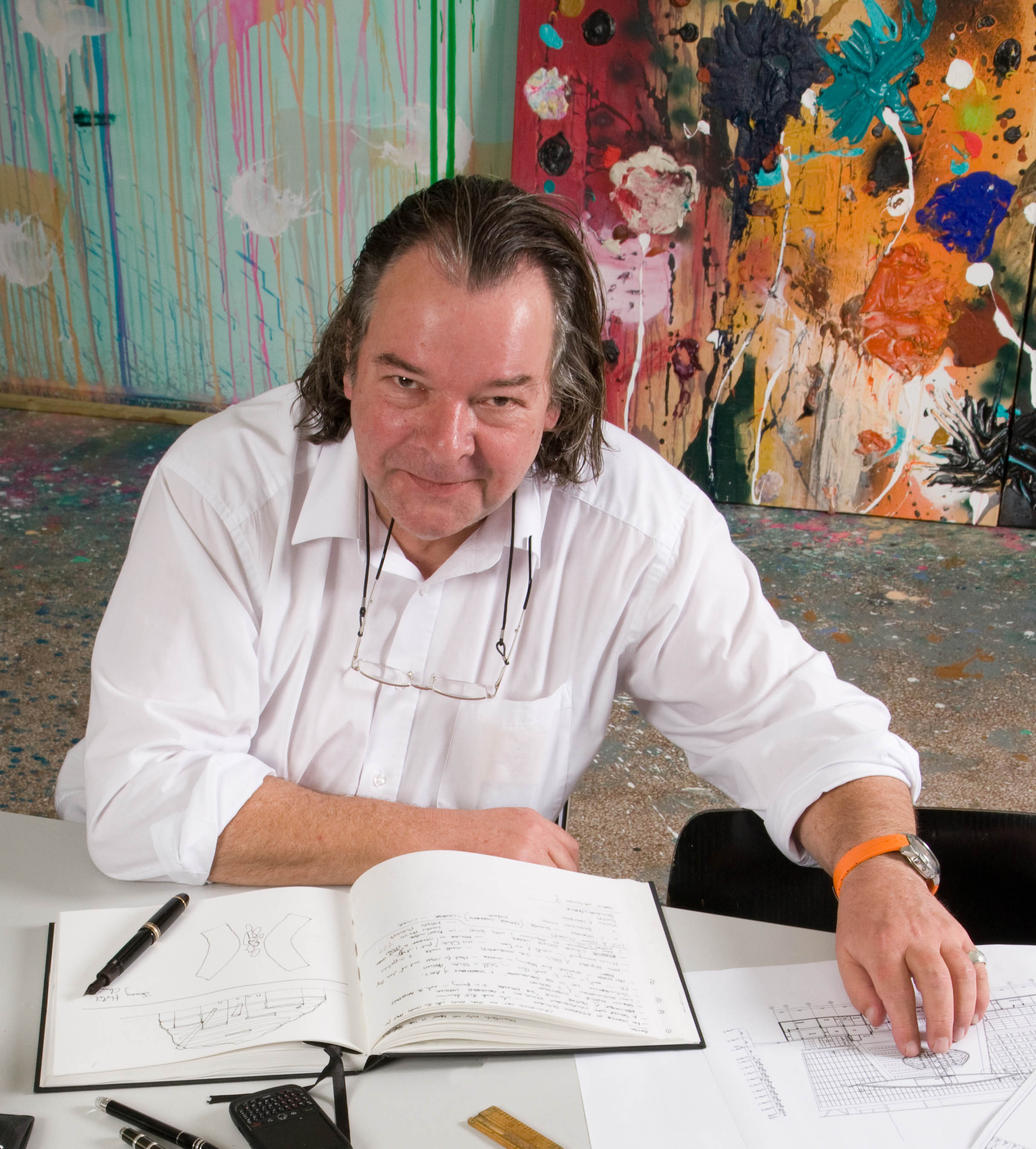

Will (William) Alsop (Northampton, Northamptonshire, 12 de dezembro de 1947 - 12 de maio de 2018) foi um arquitecto britânico que residia em Londres. Will ajudou no melhoramento das condições/serviços prestados do Metropolitano de Londres.
Alsop morreu em 12 de maio de 2018 aos 70 anos de idade.